# Ślesin (gromada w powiecie bydgoskim)
Ślesin – dawna gromada, czyli najmniejsza jednostka podziału terytorialnego Polskiej Rzeczypospolitej Ludowej w latach 1954–1972.
Gromady, z gromadzkimi radami narodowymi (GRN) jako organami władzy najniższego stopnia na wsi, funkcjonowały od reformy reorganizującej administrację wiejską przeprowadzonej jesienią 1954 do momentu ich zniesienia z dniem 1 stycznia 1973, tym samym wypierając organizację gminną w latach 1954–1972.
Gromadę Ślesin z siedzibą GRN w Ślesinie utworzono – jako jedną z 8759 gromad na obszarze Polski – w powiecie bydgoskim w woj. bydgoskim, na mocy uchwały nr 24/3 WRN w Bydgoszczy z dnia 5 października 1954. W skład jednostki weszły obszary dotychczasowych gromad Ślesin, Gumnowice, Gorzeń i Potulice ze zniesionej gminy Ślesin w tymże powiecie. Dla gromady ustalono 23 członków gromadzkiej rady narodowej.
31 grudnia 1959 do gromady Ślesin włączono wsie Teresin, Sasieczynek, Gliszcz, Michalin wraz z osadą Bogacin i Samsieczno wraz z miejscowością Marynin ze zniesionej gromady Teresin w tymże powiecie oraz wsie Zielończyn i Strzelewo wraz z miejscowościami Janin i Kamieniec ze zniesionej gromady Kruszyn w tymże powiecie.
Gromada przetrwała do końca 1972 roku, czyli do kolejnej reformy gminnej. 1 stycznia 1973 w powiecie bydgoskim reaktywowano gminę Ślesin.